# Crown J
Kim Kye-hoon (en hangul, 김계훈; n. Seúl, 12 de noviembre de 1979), más conocido como Crown J, es un rapero, letrista, compositor y productor surcoreano.

## Biografía
A los 14 años se mudó a los Estados Unidos por estudios y posteriormente se matriculó en la Universidad Estatal de California. Después de dejar la universidad y regresar a Corea para completar su servicio militar, hizo su debut en 2006 con los sencillos «V.I.P» y «Kevin is a Playboy», pertenecientes a su primer álbum One & Only. En 2007, lanzó a su segundo álbum Miss Me?, junto al sencillo «I'll Take Her», y trabajó con la cantante Lyn en «Lovin' You».
En 2008, apareció como una pareja virtual con Seo In-young de Jewelry en el programa We Got Married de MBC. Además, ambos colaboraron en el sencillo digital «Too Much», lanzado el 9 de mayo de 2008. También colaboró en varios proyectos con Navi, Bae Seul-gi, Park Jung-hyun y Lexy. En 2009, Crown J y múltiples músicos de hip hop, se reunieron para lanzar un álbum en conjunto titulado Bluebrand: 12 Doors. En el mismo año, se mudó a los Estados Unidos y estableció su propia compañía discográfica llamada Flyboy Entertainment. En la segunda mitad del año, lanzó «I'm Good» con Lee Hyun-do, y se presentaron en varias ciudades estadounidenses.
Desde noviembre de 2016 al 31 de enero de 2017, él y Seo In-young aparecieron nuevamente como una pareja virtual en With You Season 2 :The Greatest Love de JTBC.

## Discografía

### Álbumes de estudio
- One & Only (2006)
- Miss Me?... (2007)

### EP
- Fly Boy (2008)